# Ceratina immaculata
Ceratina immaculata (лат.) — вид пчёл рода Ceratina из семейства Apidae (Xylocopinae).

## Распространение
Южная Америка: Бразилия.

## Описание
Мелкие пчёлы, длина тела около 5 мм. Тело слабопушенное, металлически блестящее с грубой скульптурой. Голова с голубоватым металлическим отливом над наличником; нижняя область щеки у мандибул такого же цвета, что и остальная щека; средние и задние лапки темно-коричневые. Наличник однородной окраски, без жёлтой полосы, иногда светлее только край.

## Классификация и этимология
Вид был впервые описан в 1910 году немецким энтомологом Генрихом Фризе (Heinrich Friese; 1860—1948), а его валидный статус подтверждён в 2020 году в ходе ревизии, проведённой энтомологом Фавизией Де Оливейра (Favízia Freitas de Oliveira) вместе с коллегами из Бразилии (Universidade Federal da Bahia, Салвадор, Баия, Бразилия). Включён в состав подрода C. (Ceratinula).